# 稲葉学園高等学校
稲葉学園高等学校（いなばがくえんこうとうがっこう）は、大分県竹田市大字竹田にある私立高等学校。設置者は、学校法人稲葉学園。

## 設置学科
2010年度（平成22年度）から、入学生を対象とするコースは以下の2つのコースに変更された。また、転入学・編入学生を対象に単位制の課程も設けられている。
マイスターコース
杣谷校舎に設置される。1クラスが25 - 30名で構成され、集団で学習できる生徒向きである。
1年次は英語、数学、国語などの授業が中心。2年次からは選択科目が中心となり、専門科目の基礎的な授業や、表現活動・体験学習、資格・免許・検定などのための科目が設置

なお、2009年度以前は杣谷校舎に、総合選択制コース及び国際コミュニケーションコースが片ケ瀬校舎に、まなびやコース及び単位転編入コースがそれぞれ置かれていた。

## 沿革
- 1916年（大正05年） - 私立竹田女学校として開校。
- 1962年（昭和37年） - 竹田女子高等学校になる。
- 1969年（昭和44年） - 竹田南高等学校に改称。
- 1970年（昭和45年） - 男女共学となる。
- 2003年（平成15年） - 青森山田高等学校広域通信課程大分県本部の協力校となる。（2016年度限りで協力校解消）
- 2022年（令和04年） - 稲葉学園高等学校に改称。

## 交通
- JR九州豊肥本線豊後竹田駅より車で約5分

## 学校法人稲葉学園
本校を運営する学校法人稲葉学園は、本校のほかに、しらゆり幼稚園及びサポート・研修機関のいなば会を運営している。